# نيوبيرغ

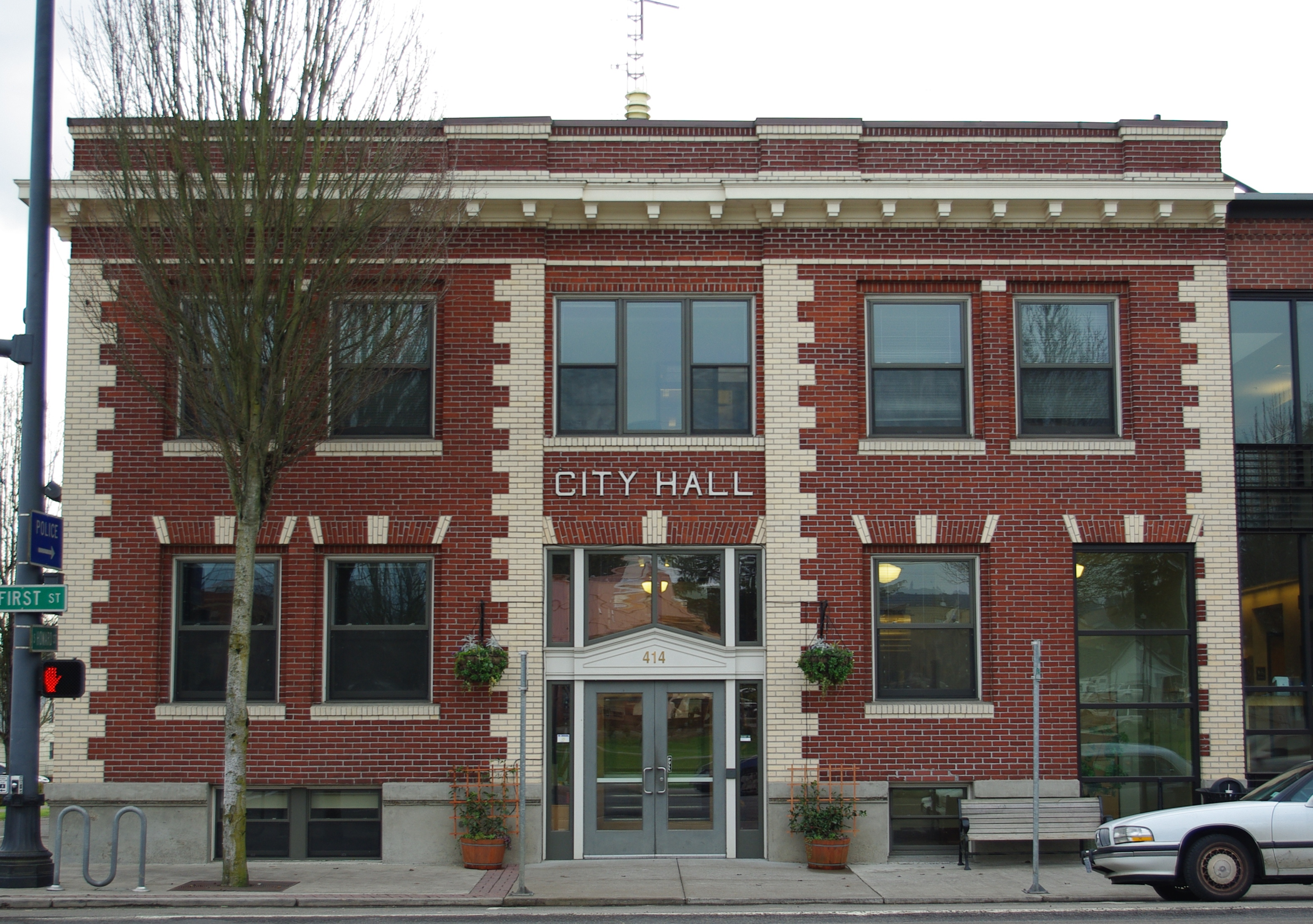

نيوبيرغ هي مدينة في مقاطعة يامهيل في ولاية أوريغون الأمريكية

## التركيبة السكانية
حدّد مكتب تعداد الولايات المتحدة بيانات التركيبة السكانية لنيوبيرغ في تعداد الولايات المتحدة. في ما يلي، التركيبة السكانية حسب تعدادي 2000 و2010.

### تعداد عام 2000
بلغ عدد سكان نيوبيرغ 18,064 نسمة بحسب تعداد عام 2000، وبلغ عدد الأسر 6,099 أسرة وعدد العائلات 4,348 عائلة مقيمة في المدينة. في حين سجلت الكثافة السكانية 1,179.9 نسمة لكل كيلومتر مربع (3,055.9/ميل2). وبلغ عدد الوحدات السكنية 6,435 وحدة بمتوسط كثافة قدره 420.3 لكل كيلومتر مربع (1,088.6/ميل2).
وتوزع التركيب العرقي للمدينة بنسبة 90.49% من البيض و0.35% من الأمريكيين الأفارقة و0.64% من الأمريكيين الأصليين و1.04% من الأمريكيين ذوي الأصول الآسيوية و0.17% من سكان جزر المحيط الهادئ و5.06% من الأعراق الأخرى و2.24% من عرقين مختلطين أو أكثر و10.52% من الهسبانيون أو اللاتينيون من أي عرق.
بلغ عدد الأسر 6,099 أسرة كانت نسبة 42.9% منها لديها أطفال تحت سن الثامنة عشر تعيش معهم، وبلغت نسبة الأزواج القاطنين مع بعضهم البعض 54.5% من أصل المجموع الكلي للأسر، ونسبة 11.9% من الأسر كان لديها معيلات من الإناث دون وجود شريك، بينما كانت نسبة 4.9% من الأسر لديها معيلون من الذكور دون وجود شريكة وكانت نسبة 28.7% من غير العائلات. تألفت نسبة 21.7% من أصل جميع الأسر من عدة أفراد يعيشون في نفس المنزل ونسبة 8.8% كانت تتألف من شخص يعيش بمفرده يبلغ من العمر 65 عاماً أو أكثر. وبلغ متوسط حجم الأسرة المعيشية 2.76، أما متوسط حجم العائلات فبلغ 3.20.
بلغ العمر الوسطي للسكان 30.1 عاماً. وكانت نسبة 27.6% من القاطنين تحت سن الثامنة عشر، وكانت نسبة 10% بين الثامنة عشر والرابعة والعشرين عاماً، ونسبة 29.7% كانت واقعةً في الفئة العمرية ما بين الخامسة والعشرين والرابعة والأربعين عاماً، ونسبة 16.8% كانت ما بين الخامسة والأربعين والرابعة والستين، ونسبة 8.9% كانت ضمن فئة الخامسة والستين عاماً فما فوق. يوجد لكل 100 أنثى 97.0 ذكر، ويوجد لكل 100 أنثى في الثامنة عشر من عمرها فما فوق 93.8 ذكر.
بلغ متوسط دخل الأسرة في المدينة 44,206 دولارًا، أما متوسط دخل العائلة فبلغ 51,084 دولارًا. وكان متوسط دخل الذكور 34,099 دولارًا مقابل 23,571 دولارًا للإناث. وسجل دخل الفرد الخاص بالمدينة 16,873 دولارًا. وكانت نسبة 4.3% من العائلات ونسبة 6.6% من السكان تحت خط الفقر، وكان من هؤلاء نسبة 7% تحت سن الثامنة عشر ونسبة 6.1% في الخامسة والستين من العمر وما فوق.

### تعداد عام 2010
بلغ عدد سكان نيوبيرغ 22,068 نسمة بحسب تعداد عام 2010، وبلغ عدد الأسر 7,736 أسرة وعدد العائلات 5,398 عائلة مقيمة في المدينة. في حين سجلت الكثافة السكانية 1,441.4 نسمة لكل كيلومتر مربع (3,733.2/ميل2). وبلغ عدد الوحدات السكنية 8,265 وحدة بمتوسط كثافة قدره 539.8 لكل كيلومتر مربع (1,398.1/ميل2).
وتوزع التركيب العرقي للمدينة بنسبة 85.94% من البيض و0.76% من الأمريكيين الأفارقة و0.78% من الأمريكيين الأصليين و2.20% من الأمريكيين ذوي الأصول الآسيوية و0.17% من سكان جزر المحيط الهادئ و7.04% من الأعراق الأخرى و3.10% من عرقين مختلطين أو أكثر و13.53% من الهسبانيون أو اللاتينيون من أي عرق.
بلغ عدد الأسر 7,736 أسرة كانت نسبة 37.4% منها لديها أطفال تحت سن الثامنة عشر تعيش معهم، وبلغت نسبة الأزواج القاطنين مع بعضهم البعض 53.1% من أصل المجموع الكلي للأسر، ونسبة 12% من الأسر كان لديها معيلات من الإناث دون وجود شريك، بينما كانت نسبة 4.7% من الأسر لديها معيلون من الذكور دون وجود شريكة وكانت نسبة 30.2% من غير العائلات. تألفت نسبة 23.2% من أصل جميع الأسر من عدة أفراد يعيشون في نفس المنزل ونسبة 9.8% كانت تتألف من شخص يعيش بمفرده يبلغ من العمر 65 عاماً أو أكثر. وبلغ متوسط حجم الأسرة المعيشية 2.66، أما متوسط حجم العائلات فبلغ 3.12.
بلغ العمر الوسطي للسكان 32.8 عاماً. وكانت نسبة 25.2% من القاطنين تحت سن الثامنة عشر، وكانت نسبة 13.8% بين الثامنة عشر والرابعة والعشرين عاماً، ونسبة 27.1% كانت واقعةً في الفئة العمرية ما بين الخامسة والعشرين والرابعة والأربعين عاماً، ونسبة 22% كانت ما بين الخامسة والأربعين والرابعة والستين، ونسبة 12% كانت ضمن فئة الخامسة والستين عاماً فما فوق. وتوزع التركيب الجنسي للسكان بنسبة 48.6% ذكور و51.4% إناث.